# 李安尼達斯·達馬斯真奴
李安尼達斯·蘇亞雷斯·達馬斯真奴（Leônidas Soares Damasceno，1995年10月17日－），生於巴西南里奧格蘭德州佩洛塔斯，巴西足球運動員，司職進攻中場，現時效力烏克蘭足球超級聯賽球會索爾亞。

## 球會生涯
利奧生於巴西南里奧格蘭德州佩洛塔斯，出身自巴西名門戈亞斯，於2015年9月獲同鄉利馬引薦下加盟香港超級聯賽球會香港飛馬，在2015年10月3日以0–1不敵傑志的高級組銀牌8強首次為球會上陣。2015年1月，利奧以借用形式加盟夢想駿其，於2016年1月10日以3–6不敵冠忠南區的聯賽取得加盟後的首個入球。2017年7月，利奧加盟烏克蘭足球超級聯賽球會索爾亞簽約兩年。

## 外部連結
- 香港足球總會網頁球員註冊資料 （页面存档备份，存于）